# حي الشعب (قشن)
حي الشعب هو أحد أحياء مدينة قشن بمحافظة المهرة اليمنية، بلغ تعداد سكانه 1854 نسمة حسب التعداد السكاني في اليمن لعام 2004.